# Loma de Ucieza
Loma de Ucieza is een gemeente in de Spaanse provincie Palencia in de regio Castilië en León met een oppervlakte van 71,23 km². Loma de Ucieza telt 226 inwoners (1 januari 2016).

## Demografische ontwikkeling
Bron: INE, 1991-2011: volkstellingen
Opm.: Loma de Ucieza ontstond in 1975 door de fusie van de gemeenten Bahillo, Gozón de Ucieza, Itero Seco en Villota del Duque